# 王德佳
王德佳（1963年6月—），辽宁清原人，汉族，中国共产党党员。中华人民共和国政治人物、第十三届全国人民代表大会辽宁地区代表。

## 简历
2013年5月，任辽宁省凌河保护区管理局局长、党组书记；2014年10月，任辽宁省机场管理集团有限公司党委书记、董事长；2016年9月，任锦州市市长；2018年7月，任中共锦州市委书记。
2021年6月，任辽宁省政协党组成员、机关党组书记。翌年1月，当选为辽宁省政协秘书长。2023年1月，换届转任辽宁省政协市县政协联络指导委员会主任。
2018年2月24日，当选为第十三届全国人大代表。